# Vilezsál Oszkár
Vilezsál Oszkár (Salgótarján, 1930. szeptember 17. – Göd, 1980. július 20.) olimpiai bronzérmes labdarúgó, csatár.

## Pályafutása

### Klubcsapatban
1948 és 1954 között a Salgótarjáni BTC labdarúgója volt. Szülővárosa csapatában összesen 148 élvonalbeli mérkőzésen szerepelt. 1954-ben került az akkor Bp. Kinizsinek hívott Ferencvárosba. Itt 1958-ban tagja volt az MNK győztes, 1962-63-ban és 1964-ben a bajnokságot nyert csapatnak. Részese volt a Ferencváros 1965-ös VVK győzelmének. Utolsó mérkőzése a Fradiban a Népstadionbeli FTC-Bilbao, 1-0-s győzelemmel ért véget. Összesen 389 mérkőzést játszott az FTC-ben (229 bajnoki, 146 nemzetközi, 14 hazai díjmérkőzés), 92 gólt szerzett (51 bajnoki, 41 egyéb).

### Az olimpiai válogatottban
1960-ban a római olimpián tagja volt a magyar olimpiai válogatottnak. A csapattal bronzérmet szerzett.

### Edzőként
1965-ben Mészáros József távozása után, átmenetileg a Ferencváros vezetőedzője, 10 mérkőzés erejéig.
1968–69-es bajnoki szezonban irányította az Ózdi Kohász NB I/B-s labdarúgó csapatának szakmai munkáját.

## Sikerei, díjai

### Ferencváros
- Magyar bajnok: 1962–1963, 1964
- Magyar Kupa: 1958
- VVK győztes: 1965
- az FTC örökös bajnoka: 1974

### Válogatott
- Olimpiai 3. 1960, Róma

## Statisztika

### Mérkőzései a válogatottban
| Magyarország | Magyarország        | Magyarország   | Magyarország | Magyarország | Magyarország | Magyarország       | Magyarország | Magyarország |
| #            | Dátum               | Helyszín       | Hazai        | Eredmény     | Vendég       | Kiírás             | Gólok        | Esemény      |
| ------------ | ------------------- | -------------- | ------------ | ------------ | ------------ | ------------------ | ------------ | ------------ |
|              | 1960. augusztus 26. | L’Aquila (ITA) | Magyarország | 2 – 1        | India        | olimpiai D csoport | -            |              |
|              | 1960. szeptember 6. | Róma (ITA)     | Dánia        | 2 – 0        | Magyarország | olimpiai elődöntő  | -            |              |
|              | Összesen            |                |              | 0            | mérkőzés     |                    | 0            | gól          |